# Pridjel Gornji
Pridjel Gornji je naseljeno mjesto u sastavu općine Doboj, Republika Srpska, BiH.
Njegovo najstarije, izgleda i izvorno ime, kako to bilježe prvi turski defteri s početka 16. vijeka, glasi PRIDOL. U ovom obliku ime s rijetkom preciznošću objašnjava i položaj i prirodnu lokaciju ovog naselja na granici između visije Ozrena i prostrane ravnice što je stvaraju dolina rijeke Bosne, jako proširena oko Doboja, i dolina Usore oko Ušća. Zato je naselje koje je zasnovano i smješteno na ivici visije, neposredno iznad ravnice, srednjevijekovni čovjek slovenskog jezičkog osjećaja izuzetno dobro i točno odredio imenom Pridol. Kada smo kod imena naselja i historijskih pisanih dokumenata o njemu, onda treba reći da ga spominje još jedan turski popis, sada s početka 18. vijeka, odnosno iz 1711 godine. U ovom drugom, na turskom jeziku i grafiji, selo je popisano kao PRIDIL, pa je tako postao i današnji oblik PRIDJEL. Međutim time je imenu naselja oduzeta ona uvjerljivost izvorne jezične odrednice koja je, iz odnosa naselja i prostora data Pridolu u srednjem vijeku od njegovih utemeljivača.
U periodu između dva rata udomaćen naziv je bio muslimanski Pridil. (na osnovu sastava stanovništva)Poslije 1945. god mjesto se naziva Pridjel broj II, a Pridjel Donji (srpsko stanovništvo) se naziva Pridjel broj I.
Zakonom o izmjeni naziva mjesta u SRBiH, od 12 novembra 1981. godine, ustanovljuju se službeni nazivi Pridjel Donji i Pridjel Gornji.

## Stanovništvo
| Pridjel Gornji     |                |
| godina popisa      | 1991.          |
| Muslimani          | 1.217 (97,59%) |
| Srbi               | 1 (0,08%)      |
| Hrvati             | 0              |
| Jugoslaveni        | 16 (1,28%)     |
| ostali i nepoznato | 13 (1,04%)     |
| ukupno             | 1.247          |